# یامانوکو یامان
یامانوکّو یامان یک فیلم بلند سینمایی هندی به زبان تامیلی به کارگردانی یوگنند. د و با بازیگری سیواجی گانسان و سریپریا در نقش‌های اصلی است.

## بازیگران
- سیواجی گانسان
- سریپریا
- سرگرد سونداراجان